# Epamera gazei
Epamera gazei är en fjärilsart som beskrevs av Druce 1912. Epamera gazei ingår i släktet Epamera och familjen juvelvingar. Inga underarter finns listade i Catalogue of Life.